# Tol Eressëa
Tol Eressëa est une île de fiction, appartenant au légendaire de l'écrivain britannique J. R. R. Tolkien, apparaissant notamment dans Le Silmarillion.

## Histoire et géographie
Tol Eressëa est située au milieu de Belegaer. Le Vala Ulmo la déplaça à deux reprises pour transporter les Elfes en Aman. Par la suite, elle demeura pour l'éternité près de la côte est de ce même continent dans la baie d'Eldamar et elle fut habitée par les Teleri jusqu'à ce qu'ils la quittent pour Alqualondë.
À la fin du Premier Âge, plusieurs des Eldar exilés de la Terre du Milieu (ainsi que les Teleri qui ne l'avaient jamais quittée) allèrent en Aman et vécurent sur l'île de Tol Eressëa, dont la principale ville était Avallónë.
C'est sur cette île, que s'arrêtent les mortels venant par la mer de la Terre du Milieu, ainsi Bilbon, Frodon, Sam et Gimli terminent leurs vies sur cette île, n'ayant pas le droit d'aller directement sur Aman.

## Flore
Tol Eressëa abrite de nombreuses espèces d'arbres, en particulier les mellyrn.

## Étymologie
Tol Eressëa signifie « île solitaire » en quenya, tol signifiant « île »,.

## Conception et évolution
Dans les premiers écrits de Tolkien, Tol Eressëa est visitée par Ælfwine d'Angleterre (ou Eriol).
L'île sert aussi de décor au premier Livre des contes perdus.